# Georg Albrecht Klebs
Georg Albrecht Klebs est un botaniste prussien, né le 23 octobre 1857 à Neidenburg, arrondissement de Neidenburg (de) et mort le 15 octobre 1918 à Heidelberg.
Le genre Klebsormidium fut nommé en son honneur.

## Carrière
Il étudie aux universités de Königsberg, de Strasbourg, Wurtzbourg et Tübingen. Il enseigne la botanique à l’université de Bâle en 1887, puis à celle de Halle en 1898, puis de Heidelberg en 1907. Il ouvre le jardin botanique de Heidelberg à son emplacement actuel de Neuenheim, en 1915.
Klebs est notamment l’auteur de Die Bedingungen der Fortpflanzung bei einigen Algen und Pilzen (1896), Über die Rhythmik in der Entwicklung der Pflanzen (1911). Il s’intéresse particulièrement à la biologie et au développement des végétaux inférieurs et se consacre notamment aux Dinophyceae, aux Chrysophyceae et aux Xanthophyceae.